# Massimo Montanari
Massimo Montanari (Imola, 24 dicembre 1949) è uno storico italiano.

## Biografia
Fino al 2019 è stato docente ordinario di Storia medievale presso la Scuola di Lettere e Beni Culturali dell'Università di Bologna, dove insegna anche Storia dell'alimentazione e dirige il Master europeo "Storia e cultura dell'alimentazione". Insegna anche all'Università degli Studi di scienze gastronomiche di Pollenzo. È il presidente del comitato scientifico promotore della candidatura de "La cucina di casa italiana" quale patrimonio culturale immateriale UNESCO unitamente al professor Pier Luigi Petrillo che già in passato aveva curato, tra le altre, le candidature all'UNESCO de "La Dieta Mediterranea", "L'arte dei pizzaiuoli napoletani", "la transumanza".
È ritenuto, a livello internazionale, uno dei maggiori specialisti di storia dell'alimentazione. Ha dedicato le proprie attenzioni di studioso soprattutto a due filoni di ricerca, tra loro strettamente integrati: la storia agraria e la storia dell'alimentazione, intese come vie d'accesso preferenziali per una ricostruzione della società medievale nel suo insieme: strutture economiche e sociali (rapporti di lavoro, di potere, di proprietà), aspetti concreti e materiali della vita quotidiana, valori culturali e mentalità. Nell'ambito di tali ricerche hanno avuto speciale risonanza i suoi studi sulla storia dell'alimentazione, intesa come storia a tutto campo che coinvolge i piani dell'economia, delle istituzioni e della cultura.

## Opere
- L'alimentazione contadina nell'alto Medioevo (Liguori 1979)
- Porci e porcari nel Medioevo. Paesaggio. Economia. Alimentazione. Catalogo della mostra, San Marino di Bentivoglio, con Marina Baruzzi (CLUEB 1981)
- L'azienda curtense in Italia. Proprietà della terra e lavoro contadino nei secoli VIII-XI, con Bruno Andreolli (CLUEB 1983)
- Campagne medievali. Strutture produttive, rapporti di lavoro, sistemi alimentari (Einaudi 1984)
- Le campagne italiane prima e dopo il mille. Una società in trasformazione, con Bruno Andreolli e Vito Fumagalli (a cura di) (CLUEB 1985)
- Alimentazione e cultura nel Medioevo (Laterza 1988)
- Contadini e città tra «Longobardia» e «Romania» (Salimbeni 1988)
- Convivio. Storia e cultura dei piaceri della tavola dall'antichità al Medioevo (Laterza 1989)
- Nuovo convivio. Storia e cultura dei piaceri della tavola nell'età moderna (Laterza 1991)
- Convivio oggi. Storia e cultura dei piaceri della tavola nell'età contemporanea (Laterza 1992)
- La fame e l'abbondanza. Storia dell'alimentazione in Europa (Laterza 1993)
- Contadini di Romagna nel Medioevo (CLUEB 1994)
- Il pentolino magico (Laterza 1995)
- Il bosco nel Medioevo, con Bruno Andreolli (a cura di) (CLUEB 1995)
- Storia dell'alimentazione, con Jean-Louis Flandrin (a cura di) (Laterza 1997)
- Storia dell'Emilia-Romagna, con Maurizio Ridolfi e Renato Zangheri (a cura di) (Laterza 1999)
- La cucina italiana. Storia di una cultura, con Alberto Capatti (Laterza 1999)
- Per Vito Fumagalli. Terra, uomini, istituzioni medievali, con Augusto Vasina (a cura di)(CLUEB 2000)
- Medievistica italiana e storia agraria. Risultati e prospettive di una stagione storiografica. (Atti del convegno di Montalcino, 12-14 dicembre 1997), con Alfio Cortonesi (a cura di) (CLUEB 2001)
- Storia medievale, con Giuseppe Albertoni, Tiziana Lazzari e Giuliano Milani (Laterza 2002) ISBN 88-420-6540-4
- Il mondo in cucina. Storia, identità, scambi, (a cura di) (Laterza 2002)
- Imola, il comune, le piazze con Tiziana Lazzari (a cura di) (La Mandragora 2003)
- Il cibo come cultura (Laterza 2004)
- Bologna grassa. La costruzione di un mito (a cura di) (CLUEB 2004)
- Atlante dell'alimentazione e della gastronomia: Risorse, scambi, consumi-Cucine, pasti, convivialità, con Françoise Sabban (a cura di) (UTET 2004)
- L'olmo, la quercia, il nido di gazze. Ricordo di Vito Fumagalli (a cura di) (CISAM 2007)
- Il formaggio con le pere. La storia in un proverbio (Laterza 2008)
- Il riposo della Polpetta (Laterza 2009)
- L'identità italiana in cucina (Laterza 2010)
- Gusti del Medioevo. I prodotti, la cucina, la tavola (Laterza 2012)
- I racconti della tavola. (Laterza 2014)
- Mangiare da cristiani. Diete, digiuni, banchetti. Storie di una cultura (Rizzoli 2015)
- Il sugo della storia, Laterza. 2018 ISBN 9788858131039
- Il mito delle origini. Breve storia degli spaghetti al pomodoro (Gius. Laterza & Figli 2019)
- Cucina politica: Il linguaggio del cibo fra pratiche sociali e rappresentazioni ideologiche, Laterza, 2021. ISBN 9788858143025
- Amaro. Un gusto italiano (Laterza 2023)

## Podcast
- I racconti della tavola, di Massimo Montanari, prodotto da Frame-Festival della Comunicazione per Rai Play Sound, 3 maggio 2023